# Christian Ludwig Landbeck
Christian Ludwig Landbeck (* 11. Dezember 1807 in Ostheim (Elsass); † 3. September 1890 in Santiago de Chile) war ein deutsch-chilenischer Ornithologe.

## Leben
Christian Ludwig Landbeck wurde als Sohn von Pfarrer Johann Christian Friedrich Landbeck (1764–1814) in Ostheim im Elsass geboren. Nach dem Tod seines Vaters zog er im Alter von sieben Jahren nach Mössingen am Fuß der mittleren Schwäbischen Alb im heutigen Landkreis Tübingen, woher seine Mutter stammte. Nachdem er das Studium der Kameralwissenschaft in Tübingen ohne Prüfung beendet hatte, arbeitete er als Rentbeamter in Steinegg. 1839 wurde er Leiter der von den Brüdern Paulus geleiteten wissenschaftlichen Bildungsanstalt auf dem Salon bei Ludwigsburg. Von 1845 bis zu seiner Auswanderung nach Chile im Jahr 1852 war er Gutsverwalter in Klingenbad bei Burgau in Bayern. Auch in Chile arbeitete er zunächst erfolglos als Gutsverwalter bei Valdivia, bis ihm Rudolph Amandus Philippi eine Anstellung als Konservator und zweiter Direktor des Naturhistorischen Museums in Santiago de Chile verschaffte. Zwischen 1860 und 1868 unternahm er gemeinsam mit Philippi zahlreiche zoologische Exkursionen, bei denen sie unter anderem erstmals Taxa wie die Peruseeschwalbe, das Rotstirn-Blässhuhn, den Dickschnabelzeisig, den Schmuckammerfink und den Insel-Stachelschwanzschlüpfer nachweisen konnten.
Neben seiner Arbeit als Naturforscher machte sich Landbeck als Vogelillustrator und Autor von ornithologischen Artikeln einen Namen. Seine erste Veröffentlichung war die Systematische Aufzählung der Vögel Württembergs aus dem Jahr 1834. 1846 erschien das Systematische Verzeichnis der Vögel Württembergs, in dem er 307 Arten als Standvögel, Brutvögel, Strichvögel oder Irrgäste beschrieb. Weitere Arbeiten über die Avifauna Württembergs verfasste Landbeck für die Buchreihe Das Buch der Welt: Ein Begriff des Wissenswürdigsten (1843, 1850) und für die Zeitschrift Der Zoologische Garten (Herausgeber: Friedrich Carl Noll). Während einer fünfmonatigen Reise im Jahr 1838 beschrieb er die Vogelwelt Siebenbürgens und der Donauniederungen. Artikel, wie Die Reiher-Insel bey Adony in Ungarn und Die Vögel Syrmiens wurden unter anderem in der enzyklopädischen Zeitschrift Isis von Lorenz Oken veröffentlicht. Eine Reihe von Aufzeichnungen, Sammlungen und Illustrationen, die Landbeck an Baron Johann Wilhelm von Müller verkauft hatte, gingen verloren.

## Dedikationsnamen
Philippi widmete Landbeck einige Insekten- und Pflanzentaxa, darunter Cereus aethiops var. landbeckii, Calceolaria landbeckii, Gnaphalium landbeckii, Allidiostoma landbecki und Bombylius landbecki.

## Veröffentlichungen
- Systematische Aufzählung der Vögel Württembergs. Mit Angabe ihrer Aufenthaltsörter und ihrer Strichzeit. Cotta, Tübingen/Stuttgart 1834 (Digitalisat).
- Systematisches Verzeichniss der Vögel Württembergs. In: Jahreshefte des Vereins für Vaterländische Naturkunde in Württemberg, Jg. 1846, S. 212–238.